# Бердюгіно (Упоровський район)
Бердю́гіно (рос. Бердюгино) — село у складі Упоровського району Тюменської області, Росія.
Населення — 128 осіб (2010, 151 у 2002).
Національний склад станом на 2002 рік:
- росіяни — 90 %